# Jacob Fabricius Riis
Jacob Fabricius Riis (født 24. maj 1984) er en dansk atlet, medlem af Sparta Atletik, tidligere Aalborg AM. Jacob Riis var en del af den danske trup ved EM i Barcelona 2010, hvor han sammen med Nicklas Hyde, Daniel Bendix Christensen og Andreas Bube stillede op på 4 x 400 meter. De fik tiden 3,09,04 og sluttede sidst i deres heat.
Riis træner i den skånske træner Kenth Olssons gruppe, som også tæller Nicklas Hyde og svenskeren Johan Wissman. 

## Danske mesterskaber
- Sølv 400 meter 2011
- Sølv 400 meter inde 2011
- Guld 400 meter inde 2010
- Guld 400 meter inde 2009
- Guld 400 meter inde 2008
- Guld 400 meter inde 2007
- Sølv 400 meter 2006
- Guld 400 meter inde 2006
- Bronze 200 meter inde 2006
- Bronze 400 meter 2005
- Guld 400 meter inde 2005
- Sølv 400 meter 2004
- Sølv 400 meter inde 2004
- Bronze 200 meter inde 2004
- Bronze 400 meter 2003

## Personlige rekorder
- 400 meter: 47,21,
- 400 meter inde: 47,04 Ferry-Dusika-Hallenstadion, Wien 2010 (dansk rekord).